# Cesària

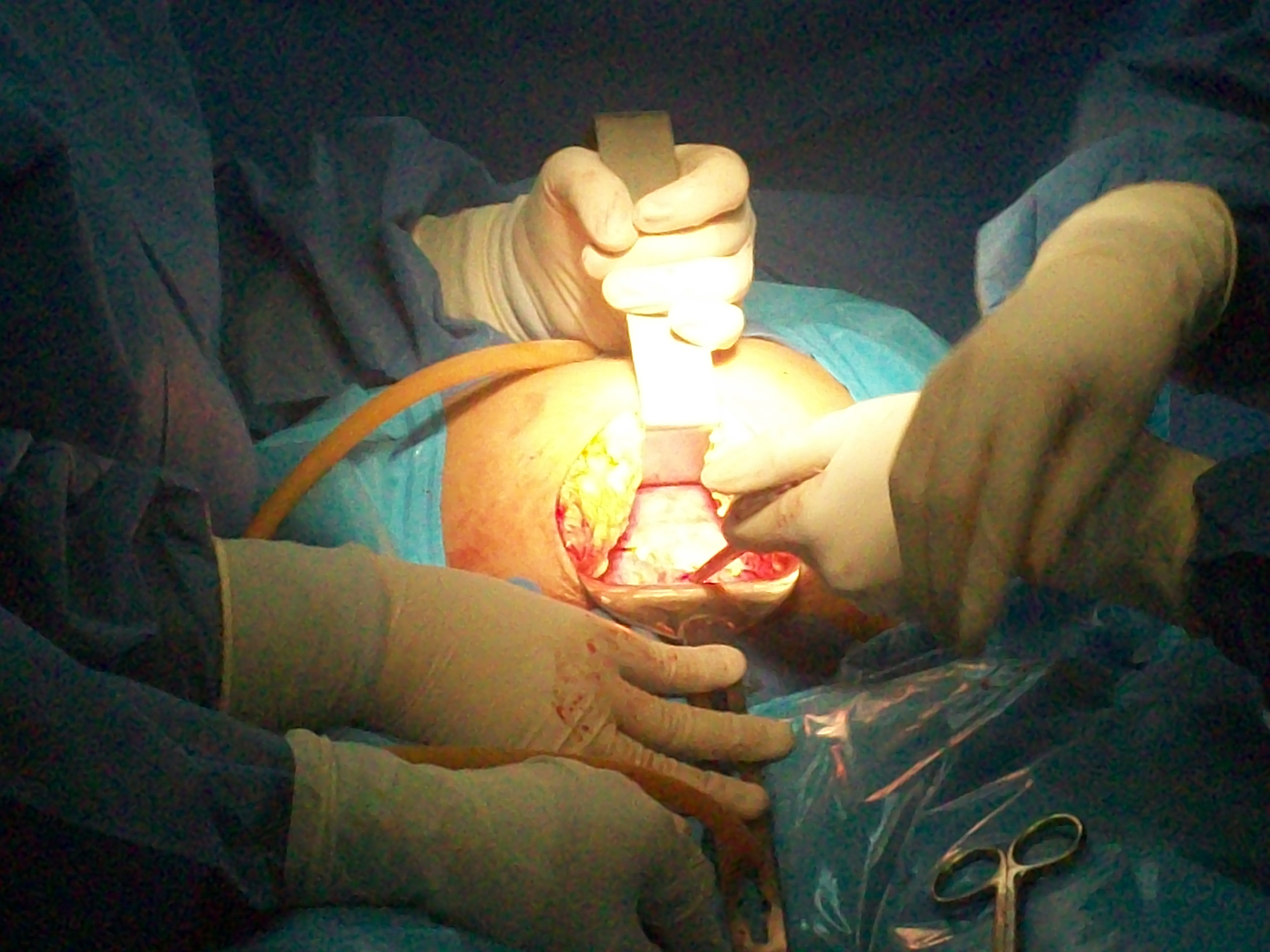
Cesària en progrés

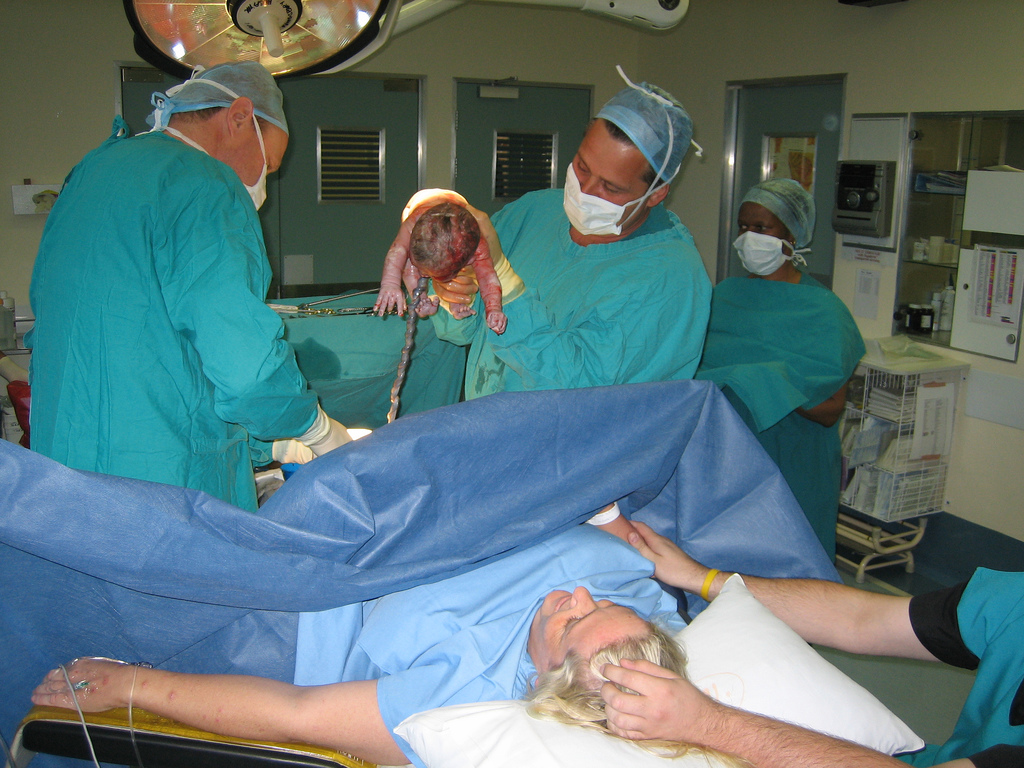
Extracció del nen

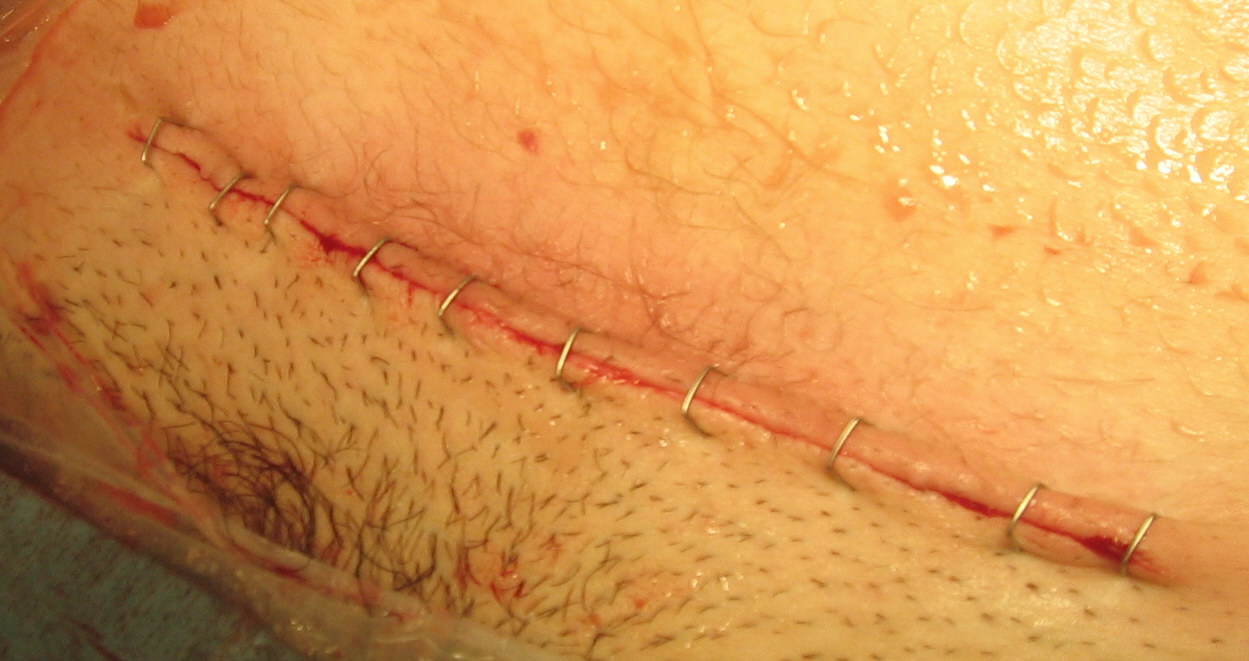
Sutura d'una cesària amb grapes

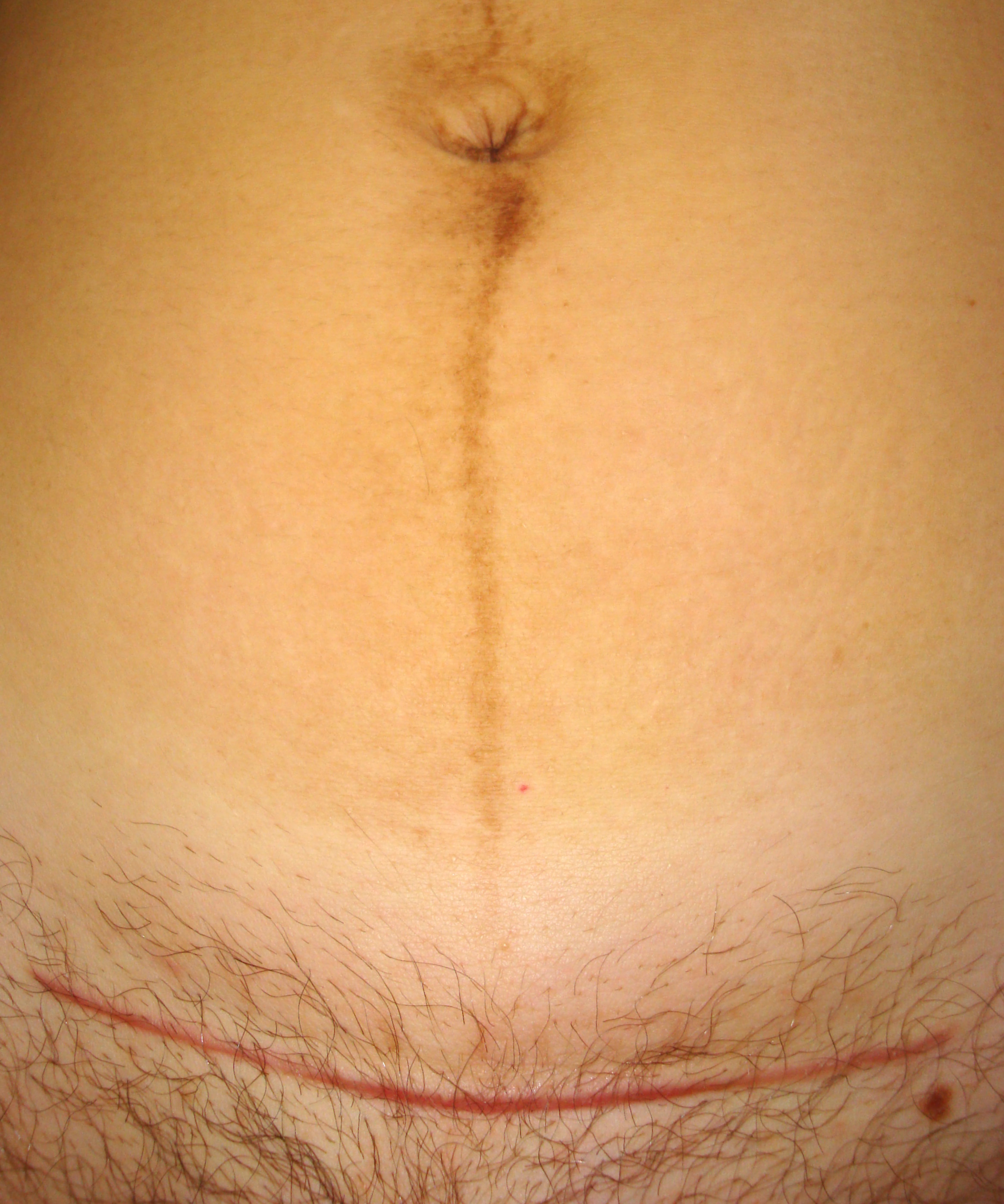
En horitzontal, evolució de la cicatriu conseqüència d'una cesària, set setmanes després d'aquesta. En vertical s'observa també la línia alba.

Una cesària és una intervenció quirúrgica obstètrica la qual s'extreu un o més fetus, la placenta i les membranes ràpidament i més fàcilment a través d'una incisió a l'abdomen (anomenada laparotomia) fins a l'úter de la mare per a extreure-hi ràpidament i fàcilment. Una cesària és una cirurgia major, amb tots els riscos que això comporta. El postpart és més difícil i dolorós després d'una cesària que d'un part natural.
No s'ha de confondre amb l'episiotomia, que és una incisió en el perineu.

## Etimologia
- Probablement deriva del verb llatí caedere, «tallar» fer una cissura.
- Possiblement podria ser del nom de Juli Cèsar, que segons alguns va ser parit d'aquesta manera.[2]
- La llei romana prescrivia que el procediment es fes en una dona moribunda per a salvar el nadó i la llei s'anomenà lex caesarea, essent potser aquest terme l'origen del nom.

Molt probablement és una combinació de les tres etimologies.

## Descripció
La cesària és un tall profund que es fa per sobre de la pelvis, durant el part, per a poder agafar ràpidament el nonat directament amb les mans. Antigament la secció es tallava verticalment, del melic fins al pubis, però actualment es tendeix a aprofitar el plec dèrmic horitzontal a la "marca del biquini".
La cesària obliga a l'aplicació d'anestèsia a la mare durant el part del seu fill. Generalment la mare rep anestèsia regional (espinal) o epidural. Actualment és rara l'anestèsia general, que no permetia que la mare estigués desperta durant el part i a més sedava el nadó.
Abans la cicatriu podia estar cosida amb grapes, però avui es considera una millor opció un fil de sutura especial tal que no cal treure els punts, ja que s'absorbeixen sols, perquè es considera menys agressiu per la mare.
Les hores posteriors a una cesària les mares solen demanar analgèsics per a suportar millor l'extrem dolor i habitualment no poden incorporar-se el primer dia. Unes dues setmanes després, temps mínim en què triguen els teixits a cicatritzar, les mares així intervingudes necessiten mètodes analgèsics (medicació, aplicació de fred o de calor sobre la ferida, etc.), una correcta higiene (rentat i sobretot assecat) de la cicatriu per a evitar infeccions i algunes dones opten per l'aplicació de cremes hidratants. Sovint el frec amb la roba és molest o dolorós, així com els moviments que estirin la pell abdominal, cosa que fa més cansada i dificultosa la cura del nonat. La recuperació total de la mobilitat perduda a causa de la intervenció dura diverses setmanes.

## Cesàries consecutives
Actualment ja no se segueix la norma de després de cesària sempre una altra cesària, a menys que la causa que va originar la primera cesària es mantingui, i no són infreqüents els parts normals (sense cesària) de segons fills després d'haver patit una cesària al naixement de germans més grans.

## Tipus
Hi ha diversos tipus:
- La incisió clàssica és longitudinal en la línia mitjana, que permet més espai en el part. Es fa servir poc perquè pot donar complicacions.
- La més comuna actualment és la del segment inferior, amb un tall transversal just per sobre de la vora de la bufeta urinària (línia del bikini). La pèrdua de sang és menor i la reparació més fàcil.
- Una histerectomia cesària és el part mitjançant la cesària i posterior extracció de l'úter, que es pot realitzar en casos de sagnat intractable o quan la placenta no es pot separar de l'úter.
- De vegades se n'han fet altres tipus, com l'extraperitoneal o la de Porro.
- La cesària provincle és un nou tipus de cesària que s'inicià el 2018 a l'Hospital Universitari de la Vall d'Hebron de Barcelona, considerada més amable i sensible per a la mare, que les cesàries tradicionals. La principal diferència amb les cesàries tradicionals, és que en aquelles les mares no veuen néixer al seu fill ni poden agafar-los en braços immediatament després de néixer, i en les 'cesàries pro-vincle' sí, doncs, des del primer moment, la mare pot estar 'pell amb pell' amb el seu nadó. Fins i tot, si la mare així ho vol, pot ser partícip del procés d'extracció, i el seu acompanyant també pot participar tallant el cordó umbilical.[3][4]

Actualment s'insta al pare a presenciar-la per compartir l'experiència amb la seva parella. L'anestesiòleg usualment descobreix temporalment el camp quan el nadó surt perquè els pares el puguin veure.

## Indicacions
Els ginecòlegs recomanen la cesària quan el part vaginal pot ser arriscat per causes com:
- Treball de part perllongat o distòcia
- Sofriment fetal aparent
- Sofriment maternal aparent
- Complicacions com pre-eclampsia o eclampsia
- Naixements múltiples
- Mala col·locació del nadó (el cap cap amunt en lloc de cap a la pelvis)
- Presentació anormal
- Inducció del treball de part fallida
- Part instrumental fallit
- Nadó molt gran (macrosomia)
- Placenta molt baixa placenta prèvia
- Pelvis contreta
- Evidència d'infecció intrauterina
- Problemes de guariment del perineu, derivats del part o de la malaltia de Crohn, per exemple.

## Riscos

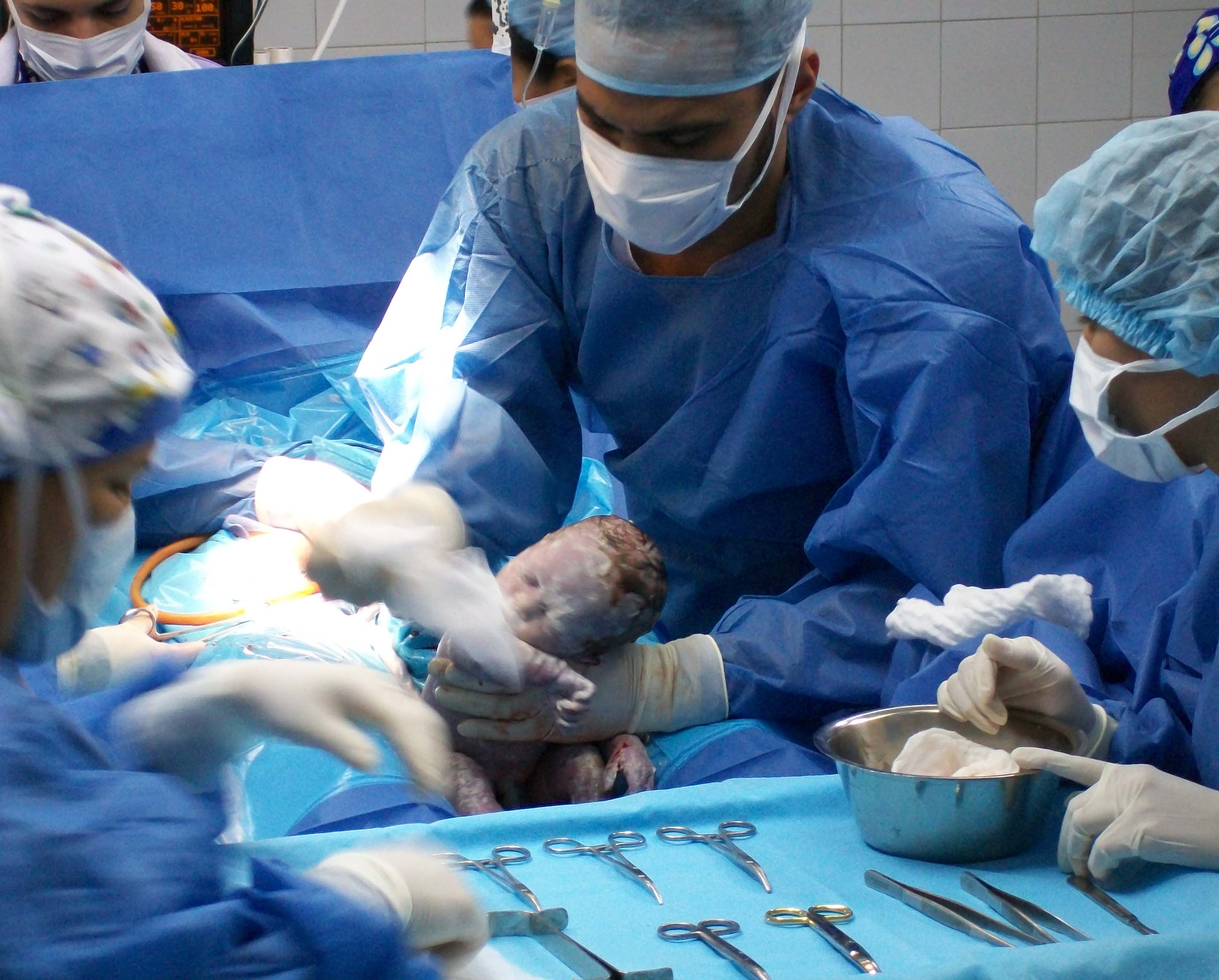
Nounat d'una mare de 15 anys amb hipertensió severa induïda per l'embaràs.

La taxa de mortalitat per a les cesàries i el part vaginal, al món occidental baixa constantment. El 2000, la taxa de mortalitat en cesàries als Estats Units van ser de 20 per milió, i el Servei Nacional de Salut britànic informa que el risc global de mort per al nadó no augmenta en les cesàries. No obstant això, és complicat de comparar directament les taxes de mortalitat dels parts vaginals i cesàries, atès que les dones amb condicions mèdiques greus, o els prenys d'alt risc, sovint requereixen una cesària que poden distorsionar les xifres de mortalitat.
Els nadons obtinguts per cesària acostumen a tenir problemes inicials per a respirar. El dolor de la intervenció pot ser intens i la recuperació completa de la mobilitat pot trigar setmanes.

## Violència obstètrica
Alguns equips mèdics practiquen cesàries per rutina o per a fer el part més prest. Se sap que cal esperar de 12 a 16 hores per a una dilatació normal, i que no esperar aquests temps indueix a la necessitat de cesàries i altres possibles complicacions que es podrien evitar si es respectaven els temps de la fisiologia humana. Totes les mares tenen dret d'ésser informades i de decidir com volen viure el seu procés reproductiu, però si la vida del fetus és en perill un jutge pot ordenar la realització de la cesària encara que la mare s'hi refusi. Segons un estudi de l'OMS, al món es fan per cesària el 44% dels parts en clíniques privades i el 29% als hospitals públics, tot i que solament ho haurien de ser, per causa justificada, a tot estirar vora el 15%. Quant a Espanya, segons l'OMS, hi ha uns 450.000 parts anuals, dels quals 115.000, més del 25%, són per cesària, gairebé la meitat (50.000 de les 115.000) de cesàries a Espanya, segons l'OMS, eren innecessàries. També s'observa un augment de cesàries els divendres i les vigílies de festius, així com una disminució en caps de setmana, festius i nits.
Algunes organitzacions i associacions denuncien la cesària com a violència obstètrica i alguns països, en el cas que no s'hagi informat correctament la mare, que aquesta no l'hagi expressament consentit (es pressuposa que hom li ho demana) o que s'estimi que no era absolutament necessari, es tracta d'un delicte penat per la llei.

## Aspectes socials i econòmics
L'Organització Mundial de la Salut estima que la taxa de cesàries entre tots els naixements en països desenvolupats econòmicament es troba entre el 10% i el 15%, comparat amb prop de 20% al Regne Unit i 23% als Estats Units. A mitjans del segle xix la mortalitat al Regne Unit per cesària era del 85%.
Hi ha preocupació per cesàries realitzades fora de les necessitats mèdiques, per exemple és més econòmic, per a un centre mèdic, una cesària ràpida que un part normal, deu vegades més llarg, al qual les sales i els llits estan ocupats durant més temps, cosa que es tradueix en una necessitat de més espai (més diners) a igual nombre de clients, i conseqüentment una menor eficiència econòmica. La quantitat de recursos humans, i sobretot la seva qualitat (cosa que en principi implica més formació i experiència, que es tradueix en salaris més elevats), és necessàriament major en una organització que ofereixi veritable assistència personal i individualitzada, que escolti i sàpiga actuar en tot moment, que unes persones que actuin mecànicament i rutinàriament amb accions i decisions preses per si de cas. Molts autors consideren el percentatge de cesàries i d'episionomies com un indicador inversament proporcional a la qualitat d'un centre mèdic: a major nombre d'aquestes, pitjor qualitat.